# Серафим Саровский
Серафи́м Саро́вский (в миру Про́хор Иси́дорович Мошни́н, в некоторых источниках — Машни́н; 19 (30) июля 1754 (или 1758, или 1759), Курск, Курский уезд, Белгородская губерния, Российская империя — 2 (14) января 1833, Саровский монастырь, Саров, Темниковский уезд, Тамбовская губерния, Российская империя) — иеромонах Саровского монастыря, основатель и покровитель Дивеевской женской обители. Прославлен Русской православной церковью в 1903 году в лике преподобных по инициативе императора Николая II. Великий подвижник Русской церкви и один из наиболее почитаемых монахов в её истории.

## Биография
В настоящее время считается, что преподобный Серафим Саровский родился в 1754 году в Курске, в семье богатого именитого купца Исидора Ивановича Мошнина (или Машнина; ум. 1760) и его жены, Агафьи Фотиевны (урожд. Завозгряевой; ум. 1800). Очень рано потерял отца.
В житиях преподобного Серафима, составленных различными авторами, рассказываются два события из его ранних лет. Первое, когда в возрасте семи лет он упал с колокольни строящегося Сергиево-Казанского собора на месте сгоревшего ранее храма Преподобного Сергия Радонежского, но остался невредим. Второе событие, когда в возрасте около десяти лет, тяжело заболев, он увидел во сне Божию Матерь, обещавшую его исцелить. После того, как во время крестного хода мимо его дома пронесли икону Знамения Пресвятой Богородицы, и мать Прохора вынесла его, чтобы он приложился к иконе, Прохор начал поправляться и вскоре выздоровел.
В 1776 году совершил паломничество в Киев в Киево-Печерскую лавру, где старец Досифей  благословил и указал ему место, где он должен был принять послушание и постриг — мужской монастырь Саровская пустынь в Тамбовской губернии. В 1778 году стал послушником у старца Иосифа в этом монастыре. В 1780 году тяжело заболел, всё его тело распухло. Врачи не могли определить причину болезни, которая продолжалась в течение трёх лет. Половину из них Прохор провёл в постели. По свидетельству летописи Серафимо-Дивеевского монастыря, болезнь принесла ему много душевной пользы: «Дух его окреп в вере, любви и надежде на Бога».
В 1786 году принял монашество (малая схима) и имя «Серафим», был посвящён в иеродиаконы, в 1793 году рукоположён в иеромонахи.
В 1794 году, имея склонность к уединению, стал жить в лесу в келье в пяти километрах от монастыря. В качестве аскетических подвигов и упражнений носил одну и ту же одежду зимой и летом, сам добывал себе пропитание в лесу, мало спал, строго постился, перечитывал священные книги (Евангелия, святоотеческие писания), ежедневно подолгу молился. Около кельи Серафим развёл огород и устроил пчельник.
Ряд фактов жития Серафима весьма примечателен, но некоторые из них подвергаются сомнению. На протяжении нескольких лет аскет питался только травой снытью. 
Позднее тысячу дней и тысячу ночей Серафим провёл в подвиге столпничества на каменном валуне. Некоторые из приходивших к нему за духовным советом видели огромного медведя, которого преподобный кормил хлебом с рук (по словам самого Серафима, этот медведь постоянно приходил к нему, но известно, что Старец кормил и других животных). 
Из более драматичных событий известен случай с разбойниками. Согласно житию, некие разбойники, узнав, что к Серафиму часто приходят богатые посетители, решили ограбить его келью. Застав его в лесу во время ежедневной молитвы, они избили его и обухом топора проломили ему голову, причём святой не сопротивлялся. В его келье разбойники ничего для себя не нашли и удалились. Преподобный чудом вернулся к жизни, однако после этого случая навсегда остался сильно сгорбленным. Позже эти люди были пойманы и опознаны, но отец Серафим простил их; по его требованию они были оставлены без наказания.
В 1807 году преподобный принял на себя иноческий подвиг молчания, старался ни с кем не встречаться и не общаться. 
В 1810 году он возвратился в монастырь, но ушёл в затвор (уединение в постоянной молитве) до 1825 года. После окончания затвора принимал многих посетителей из монашествующих и мирян, имея, как сказано в его  житии, дар прозорливости и исцеления от болезней. Его посещали также знатные люди, в том числе император Александр I. Ко всем приходящим к нему он обращался словами «Радость моя!», в любое время года приветствовал словами «Христос воскресе!» (хотя согласно общему правилу такое говорят от Пасхи до Вознесения Господня). Был основателем и постоянным покровителем Дивеевской женской обители. Скончался 2 января 1833 года в своей келье в Саровском монастыре во время коленопреклоненной молитвы.
Первоначальное Житие Серафима, написанное иеромонахом Сергием в 1837 году, подверглось неоднократному редактированию. 
В 1841 году Житие отредактировал митрополит Филарет (Дроздов) с целью сделать его более соответствующим требованиям Цензурного комитета. 
Следующее издание отредактировал Георгий, настоятель Николо-Борской пустыни (ранее живший при отце Серафиме в качестве гостинника в Саровской пустыне под именем Гурия), он добавил эпизоды, не существовавшие в первом житии: о зверях, приходивших к Серафиму, об умножении еды, о явлении Богородицы и другие.
Икона Серафима Саровского написана с его прижизненного портрета, сделанного художником Серебряковым (впоследствии иноком Иосифом Саровской обители) за пять лет до кончины старца. В том же 1828 году Василий Егорович Раев изобразил старца в карандашной зарисовке, что была вставлена в альбом с видами Саровской пустыни и мест лесного уединения подвижников. 

## Спорные мнения
Имеющиеся воспоминания о Серафиме Саровском и сборники его высказываний однозначно описывают старца как сторонника официальной церкви, иерархии и троеперстного крестного знамения. С другой стороны, на иконах преподобный Серафим обычно изображается со старообрядческими чётками лестовкой (сохранились среди его личных вещей), а в некоторых случаях в старообрядческой монашеской одежде и со «староверским» медным наперсным крестом.
Согласно некоторым источникам, известные сложности с канонизацией Серафима Саровского были связаны именно с его симпатиями к старообрядцам. Высказывались предположения о происхождении старца или из единоверцев, или из криптостарообрядцев, с последующим переходом в «импровизированный» вид единоверия.
Серафим Саровский никаких письменных сочинений после себя не оставил. В жизнеописаниях, написанных после смерти Серафима, после 1833 года, вопрос о старообрядчестве не фигурирует. В более позднем издании 1863 года, через 30 лет после смерти Серафима, составителем и редактором этой книги был цензор Н. В. Елагин, прославившийся своими вольными «благочестивыми» и патриотическими вставками и бесцеремонным редактированием текстов, появляются «беседы Серафима» со старообрядцами, «рассуждения Серафима» о старообрядчестве; в одной из таких бесед Серафим учит: 
«Вот христианское сложение креста! Так молитесь и прочим скажите. Сие сложение предано от св. Апостолов, а сложение двуперстное противно святым уставам. Прошу и молю вас: ходите в Церковь греко-российскую: она во всей славе и силе Божьей!».

## Почитание, канонизация, мощи
Основной письменный источник исторических сведений о старце Серафиме — жизнеописание старца Серафима, составленное саровским иеромонахом Сергием. Последний с 1818 года собирал и записывал свидетельства о двух саровских подвижниках: Серафиме и схимонахе Марке.  
В 1839 году в Троицко-Сергиевой Лавре, при содействии митрополита Филарета (Дроздова), вышло «Краткое начертание жизни старца Саровской пустыни, схимонаха и пустынника Марка», в которой схимонаху Марку были посвящены первые 10 страниц, остальные 64 страницы — «Духовные наставления отца Серафима». Первое «Сказание о жизни и подвигах» старца Серафима вышло в 1841 году в Москве за подписью «I. C.» (иеромонах Сергий) и называлось «Сказание о жизни и подвигах блаженныя памяти отца Серафима, Саровской пустыни иеромонаха и затворника». 
В 1844 году в XVI томе журнала «Маяк» вышло более подробное сказание о старце Серафиме — автор его не был обозначен, но им являлся Георгий, настоятель Николо-Барковской пустыни, ранее живший гостинником (или послушником) с отцом Серафимом в Саровском монастыре; в 1845 году это сказание вышло отдельной книгой в Санкт-Петербурге. 
В 1849 году иеромонах Нижегородского Печерского монастыря Иоасаф, живший в Сарове 13 лет под именем послушника Иоанна Тихонова, издал ещё более подробные сказания, которые с дополнениями были переизданы в 1856 году. 
В 1850-х годах также появилась книга, где вновь были объединены сказания о старцах Серафиме и Марке. Наконец, в 1863 году, по желанию Саровского монастыря — по его архивным документам и рассказам очевидцев, вышло самое полное изображение жизни и подвигов старца Серафима; автор этого труда, Н. В. Елагин, был указан только в пятом издании, в 1905 году.
Многие из ныне известных поучений старца Серафима почерпнуты из записок помещика Николая Александровича Мотовилова, опубликованных С. А. Нилусом в 1903 году. Впрочем, аутентичность некоторых фактов, изложенных Мотовиловым, оспаривается.
Народное почитание «батюшки Серафима» началось задолго до его канонизации, при его жизни. 
В 1861 году в Саровской пустыни над могилой преподобного Серафима была устроена часовня (около Успенского собора). Подготовка к официальной канонизации вызвала политический скандал и должна рассматриваться в контексте стремления Николая II преодолеть некое «средостение» (по выражению генерала А. А. Мосолова), якобы разъединявшее царя с народом, который «его искренне любит».
Первый документ, указывающий на идею официальной канонизации, датирован 27 января 1883 года — годом коронации Александра III (25 января 1883 года был напечатан Высочайший манифест от 24 января того же года о коронации царствующего императора, имеющей состояться в мае того же года): начальник московских женских гимназий Гавриил Киприанович Виноградов в письме, адресованном обер-прокурору Святейшего Синода К. П. Победоносцеву, имевшему репутацию человека, близкого к трону, предложил «ознаменовать начало царствования, перед священным коронованием государя императора, открытием мощей благочестивого, всей Россией чтимого угодника, которого молитвы и при жизни его были действенны, тем более теперь они будут благопоспешны для великого государя, когда Серафим предстоит перед престолом Всевышнего в лике серафимовском». Победоносцев, судя по всему, отнёсся к предложению неодобрительно.
По свидетельству графа С. Ю. Витте, канонизации потребовал от Победоносцева лично Николай II, видимо, по настоянию супруги — весной 1902 года (согласно официальной версии, 19 июля 1902 года). Граф Витте также писал о роли Александры Фёдоровны: 
«<…> Говорят, что были уверены, что Саровский святой даст России после четырёх Великих Княжён наследника. Это сбылось и окончательно и безусловно укрепило веру Их Величеств в святость действительно чистого старца Серафима. В кабинете Его Величества появился большой портрет — образ святого Серафима».
Сам Победоносцев винил архимандрита Серафима (Чичагова), бывшего тогда настоятелем Спасо-Евфимиевского монастыря в том, что именно он подал императору «первую мысль о сём предмете». Того же мнения был и генерал А. А. Киреев, замечавший, что Обер-прокурор полагал архимандрита Серафима (Чичагова) «великим пролазом и плутом»: тот «как-то пролез к Государю, а затем Государь уж распорядился самовольно. <…> Положим Сер[афим] действительно святой, но едва ли такое „распоряжение“ соответствует не только верно понятому чувству религиозности, но и канонам (даже русским)».
11 января 1903 года комиссия под председательством митрополита Московского Владимира (Богоявленского), включавшая и архимандрита Серафима (Чичагова), произвела освидетельствование останков Серафима Мошнина. Результаты освидетельствования излагались в секретном всеподданнейшем докладе, которые, однако, вскоре стали широко известны читающей публике. Поскольку существовали ожидания нетленности мощей, каковой обнаружено не было, митрополиту Петербургскому Антонию (Вадковскому) пришлось выступить с заявлением в «Новом Времени» и в «Прибавлениях к Церковным Ведомостям», где он констатировал факт сохранности «остова» Саровского старца и выразил мнение, что наличие нетленных мощей не обязательно для прославления.
Своим Деянием от 29 января 1903 года Святейший Синод извещал:

Святейший Синод, в полном убеждении в истинности и достоверности чудес, по молитвам старца Серафима совершающихся, воздав хвалу дивному во святых Своих Господу Богу, присно благодеющему твёрдой в праотеческом Православии Российской Державе, и ныне, во дни благословенного царствования Благочестивейшего Государя Императора Николая Александровича, как древле, благоволившему явить прославлением сего благочестия подвижника новое и великое знамение Своих благодеяний к православному народу русскому, подносил Его Императорскому Величеству всеподданнейший доклад, в котором изложил следующее своё решение:
1) благоговейного старца Серафима, почивающего в Саровской пустыни, признать в лике святых, благодатию Божиею прославленных, а всечестные останки его — святыми мощами и положить оные в особо уготованную усердием Его Императорского Величества гробницу для поклонения и чествования от притекающих к нему с молитвою,
2) службу преподобному отцу Серафиму составить особую, а до времени составления таковой, после дня прославления памяти его, отправлять ему службу общую преподобным, память же его праздновать как в день преставления его, 2 января, так и в день открытия святых его мощей, и
3) объявить о сём во всенародное известие от Святейшего Синода.

В июле 1903 года при огромном стечении народа (более 100 тысяч) состоялись «Саровские торжества». Главная служба в связи с открытием мощей преподобного совершалась в Сарове 19 июля, в день рождения Серафима, в присутствии императора, его супруги, матери и иных членов императорской фамилии. Мощи святого были переложены в новый гроб и перенесены в Успенский собор.
В своей книге «Переступая порог надежды» Папа Римский Иоанн Павел II назвал Серафима Саровского святым.
15 сентября 2016 года митрополит Волоколамский Иларион, глава Отдела внешних церковных связей Московского Патриархата, подарил Папе Римскому Франциску реликвию Серафима от Патриарха Московского Кирилла. Папа Франциск хранил её у своей постели и ежедневно прикладывался к ней с молитвой о единстве вплоть до своей смерти.

## Обретение мощей
В ноябре 1920 года прошедший в Темникове IX уездный съезд Советов принял решение о вскрытии раки с останками преподобного Серафима Саровского. Оратором, требовавшим вскрытия мощей, был известный мордовский поэт, переводчик «Интернационала» на мокшанский язык Захар Дорофеев. 17 декабря было произведено вскрытие мощей с составлением акта. Согласно Отчету V (ликвидационного) отдела Народного комиссариата юстиции: 
В парчовых и шелковых покрывалах была обнаружена фигура, сделанная из ваты, вместо ног лежали туфли с большими аметистами в жемчужной оправе. В вате — старые, темно-коричневые, распавшиеся кости, при чем не доставало позвонка, ребра, нескольких костей нижней челюсти; рыжие волосы бороды и головы были привязаны к черепу лентами. На некоторых местах обнаружено известковое отложение или налет засохшей плесени.
 В 1922 году мощи были изъяты и перевезены в Москву, в Музей религиозного искусства в Донском монастыре. В храме в честь преподобного Серафима, освящённом в 1914 году в Донском монастыре, в 1927 году был построен один из первых в СССР крематориев (этот крематорий назывался ещё «кафедрой безбожия»).
Осенью 1990 года в запасниках Музея истории религии (в Казанском соборе) Ленинграда были найдены неизвестные останки, без инвентарного номера и не проходившие по описи музея. 5 декабря 1990 года останки были освидетельствованы комиссией в составе епископа Тамбовского Евгения (Ждана) и епископа Арсения (Епифанова); комиссия, руководствуясь актом освидетельствования останков отца Серафима в 1902 году и актом вскрытия мощей, установила, что останки были мощами преподобного Серафима Саровского. Главным основанием освидетельствования мощей были обнаруженные рукавички с вышитыми надписями: «Преподобне отче Серафиме» и «Моли Бога о нас».
11 января 1991 года состоялась передача мощей святого; 6—7 февраля 1991 года мощи при участии патриарха Алексия II были доставлены в Москву из Троицкого собора Александро-Невской лавры и крестным ходом перенесены в Богоявленский кафедральный собор. 
28 июля 1991 года крестный ход с мощами отправился из Москвы, и 1 августа 1991 года при большом стечении народа преподобного встречали в Дивеевском монастыре.

## Прочие сведения
В июле 2003 года в Сарове прошли торжества по случаю 100-летия канонизации Серафима Саровского. 29 июля на монастырской площади был установлен крест на месте бывшего Успенского собора. В этот же день состоялся многотысячный крестный ход с мощами преподобного Серафима из Дивеевского монастыря в Саровскую пустынь. 30 июля патриарх Алексий II освятил храм Серафима Саровского. 31 июля в Саровскую пустынь приехал президент России Владимир Путин. Перед колокольней был отслужен молебен, после которого крестный ход с мощами двинулся обратно в Дивеево.
17 июля 2006 года Священным синодом принято решение об открытии Успенской Саровской пустыни.
С 29 по 31 июля 2007 года в селе Дивеево Нижегородской области проходили торжества, посвящённые Дню памяти преподобного Серафима Саровского. Их посетили свыше 10 000 паломников.
В сентябре 2007 года впервые совершён молебен преподобному Серафиму как покровителю ядерщиков.
В 2011 году именем Серафима Саровского была названа улица в Батайнице, пригороде Белграда (Сербия); ранее улица, названная в честь святого, носила название «Партизанские базы».
В августе 2011 года освящён памятник святому Серафиму в Екатеринбурге.
Имя «Серафим Саровский» носит один из катеров Балтийского флота ВМФ России.
28 июля 2016 года в День Крещения Руси был освящён памятник в городе Орле. Чин освящения совершил патриарх Кирилл, находившийся с визитом в Орле по случаю 450-летия города.